# 一條美賀子
一條美賀子（羅馬化：Ichijō Mikako）（1835年—1894年）又稱德川美賀子，為幕末至明治時代公家女性，是第15代將軍德川慶喜的御台所。其生父為菊亭（今出川）公久、養父為一條忠香。她也是昭憲皇太后的義姊。幼名「延君」，當初的諱名為「省子」。

## 生平
當初德川慶喜與關白一條忠香之女千代君（照姬）已有婚約，但在婚儀前千代君卻得了天花，於是忠香便選了延君成為其養女。延君在成為忠香的養女之後改名為「省君」。嘉永6年（1853年）舊曆五月十八日婚約決定後便前往江戶，安政2年（1855年）舊曆十一月十五日行訂婚式，同年舊曆十二月三日結婚。
與慶喜之間在安政5年（1858年）舊曆七月十六日時生下一個女兒，但過了20日後卻夭折了。之後夫君慶喜擔任將軍後見職將軍後見職，與將軍德川家茂共同入京時，省子長期在別居生活。慶應2年（1866年）慶喜成為將軍，在慶喜入洛中，省子入主江戶城大奧。
慶應4年（1868年）1月慶喜辭去將軍一職後在上野寬永寺及駿府寶台院隱居生活。明治維新後慶喜居住在靜岡，而省子則是在東京一橋屋敷別居生活。在這時「省子」改名為「美賀子」。
明治2年（1869年）9月慶喜結束隱居後的2個月美賀子前往靜岡，在10年間他們朝夕相處在一起。之後慶喜將新村信、中根幸兩位側室所生的子女過繼給美賀子，使美賀子成為子女的實母並教育他們。
明治27年（1894年）罹患乳癌。5月為了治療便搬到東京德川家達的住所。7月9日逝世，享年58歲。院號貞肅院，墓所位於東京的谷中墓地。

## 人物
與慶喜之間的婚約決定得太快，由於慶喜與一橋慶壽未亡人東明宮直子女王之間關係變得十分要好，使得美賀子在新婚生活期間非常寂寞。在慶喜解除隱居後與慶喜生母吉子及直子一同到靜岡同住。之後夫婦兩人關係再次和好。但是當時的美賀子卻早已身體病弱。

## 外部連結
- 一条美賀子写真 （页面存档备份，存于）

## 飾演演員
- 谷口香：『大奧』（1968年、フジテレビ）
- 葉山葉子：『大奧』（1983年、富士電視台）
- 石田光：『德川慶喜』（1998年、NHK大河劇）
- 川榮李奈：『直衝青天』（2021年、NHK大河劇）

| 前任： 和宮親子內親王 | 御台所 | 继任： - |